# Nicolas Aubier
Pour les articles homonymes, voir Aubier (homonymie).
Nicolas Aubier, né le 20 mai 1971 au Mans, est un cycliste français professionnel de 1993 à 1996. Reconnaissant s'être dopé à l'EPO, il annonce que l'arrêt de sa carrière est motivé par son refus de continuer ces pratiques dopantes.

## Biographie
Nicolas Aubier remporte en tant qu'amateur le Tour du Loir-et-Cher en 1991 et se classe la même année deuxième du Tour de Hesse. Stagiaire au sein de l'équipe Z à la fin de la saison 1992, Nicolas Aubier devient professionnel l'année suivante avec Gan qui est le nouveau sponsor de la formation de Roger Legeay. Il obtient en 1994 sa première victoire professionnelle lors de la 4e étape du Tour de l'Ain. La même année, Aubier est deuxième du Grand Prix de la ville de Rennes. Champion de France contre-la-montre par équipes associé à Cédric Vasseur, Arnaud Prétot et Pascal Deramé en 1995, Aubier gagne également le Tour du Poitou-Charentes et de la Vienne et obtient la troisième place du Chrono des Herbiers. Participant en septembre au Tour d'Espagne, il abandonne ce tour lors de la 5e étape.
Rejoignant l'équipe Petit Casino en 1996, Aubier est cette année-là quatrième du Chrono des Herbiers. Il arrête sa carrière en fin de saison.
En janvier 1997, le journal L'Équipe publie un dossier consacré au dopage. Deux coureurs s'y expriment : Gilles Delion et Nicolas Aubier. Aubier y indique avoir pris de l'EPO durant sa carrière en dehors de son équipe. Selon son propre aveu, son refus de continuer à se doper provoque la fin de sa carrière. Il déclare à propos du peloton d'alors : « J'imagine mal un coureur appartenant aux cent meilleurs mondiaux ne pas recourir à l'EPO, à l'hormone de croissance ou à un autre produit, ».

## Palmarès
- 1989
  -  Champion de France du contre-la-montre par équipes juniors
- 1990
  - Classement général des Deux Jours cyclistes de Machecoul
  - 2e du Loire-Atlantique Espoirs
- 1991
  - Tour du Loir-et-Cher :
    - Classement général
    - 6e étape

  - 3e étape des Quatre Jours de Vendée (contre-la-montre)
  - 2e du Tour de Hesse
  - 2e des Quatre Jours de Vendée
  - 2e du championnat des Pays de la Loire
  -  Médaillé d'argent du contre-la-montre par équipes aux Jeux méditerranéens
  - 3e de Nantes-Segré
- 1992
  -  Champion du monde du contre-la-montre par équipes militaires (avec Martial Locatelli, Jean-François Anti et Arnaud Prétot)
  - 2e étape de l'Essor breton
  - 6e étape du Tour du Loir-et-Cher
  - 2e du championnat de France du contre-la-montre par équipes
- 1994
  - 4e étape du Tour de l'Ain
  - 2e du Grand Prix de la ville de Rennes
- 1995
  -  Champion de France du contre-la-montre par équipes (avec Cédric Vasseur, Arnaud Prétot et Pascal Deramé)
  - Classement général du Tour du Poitou-Charentes et de la Vienne
  - 3e du Chrono des Herbiers
- 1997
  - Prix des Œufs Durs

## Résultats sur les grands tours

### Tour d'Espagne
- 1995 : abandon (5e étape).